# Нюарк и Шерууд (община)
Община „Нюарк и Шерууд“ (на английски: Newark and Sherwood) е една от осемте административни единици в област (графство) Нотингамшър, регион Ийст Мидландс, Англия.
Населението на общината към 2008 година е 113 300 жители разпределени в множество селища на площ от 651.3 квадратни километра. Главен град на общината е Нюарк он Трент.

## География
Община „Нюарк и Шерууд“ заема централната и централно-източната част на област Нотингамшър по границата с графство Линкълншър.
Градове на територията на общината:
| град           | на английски    | население |
| -------------- | --------------- | --------- |
| Нюарк он Трент | Newark-on-Trent | 25 376    |
| Олъртън        | Ollerton        | 10 250    |
| Саутуел        | Southwell       | 6900      |

## Демография
За седемгодишен период, от последното официално преброяване през 2001 година (показало 106 273 жители) до 2008 година с данни за 113 300 жители, населението на общината се е увеличило със 7027 души = 6,61%.
Разпределение на населението по религиозна принадлежност към 2001 година:
| религия          | на английски        | брой жители | %      |
| ---------------- | ------------------- | ----------- | ------ |
| Християни        | Christian           | 84 079      | 79,12% |
| Будисти          | Buddhist            | 117         | 0,11%  |
| Хиндуисти        | Hindu               | 65          | 0,6%   |
| Евреи            | Jewish              | 59          | 0,1%   |
| Мюсюлмани        | Muslim              | 188         | 0,18%  |
| Сикхи            | Sikh                | 77          | 0,6%   |
| Други            | Other               | 183         | 0,17%  |
| Атеисти          | No religion         | 13 718      | 12,91% |
| Запазена в тайна | Religion not stated | 7787        | 7,33%  |
| общо             |                     | 106 273     |        |